# Jacobus Bontius

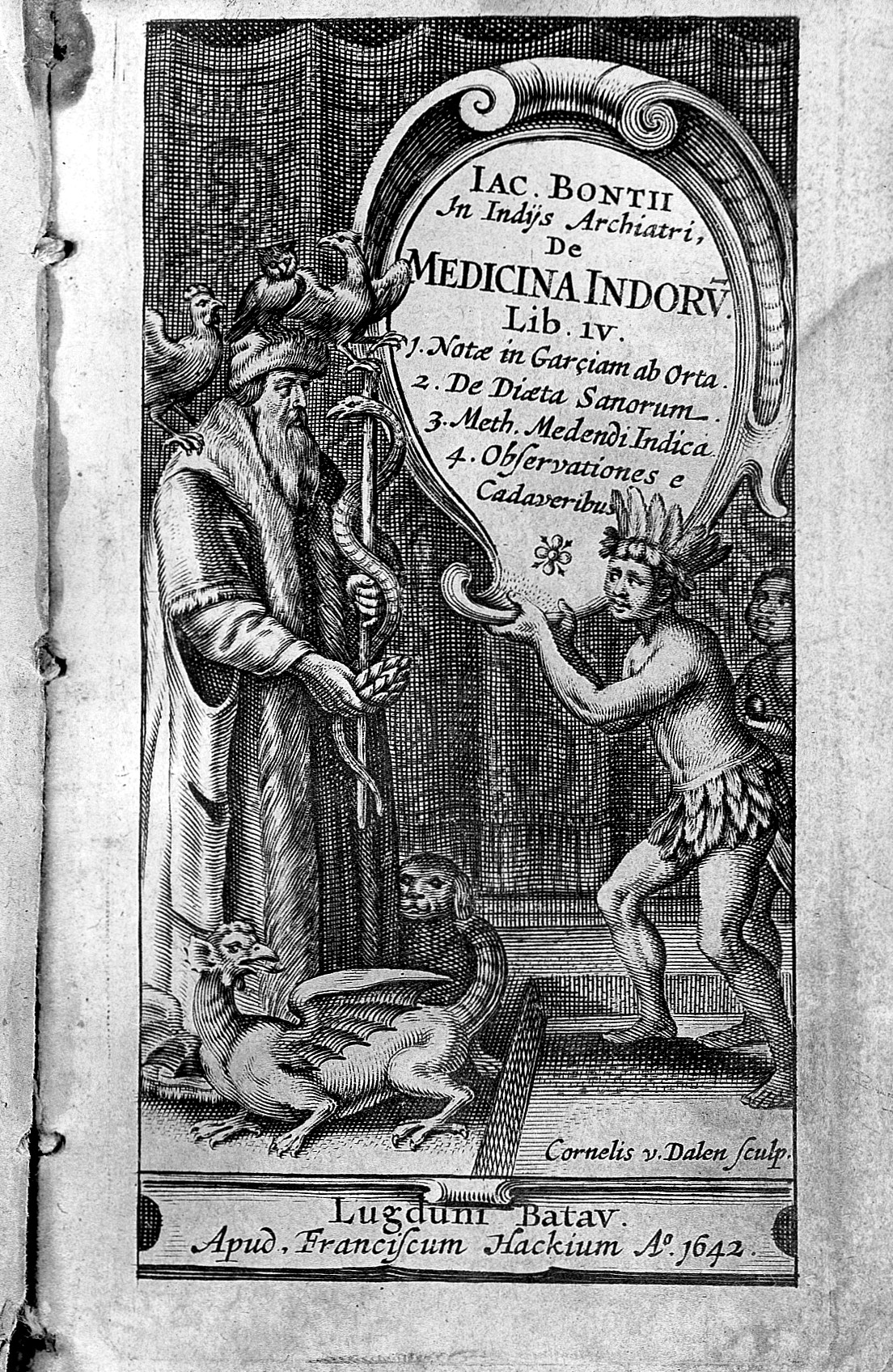
Jacobus Bontius

Jacobus Bontius, Jacob de Bondt eller Jacobi Bontii, född 1592 i Leiden, död 30 november 1631 i Batavia i Nederländska Ostindien (idag Jakarta, Indonesien) var en nederländsk läkare och pionjär inom tropisk medicin. Han är känd för sitt verk De medicina Indorum, som gavs ut i fyra volymer. I hans verk Historiae naturalis et medicae Indiae orientalis från 1631 introducerades ordet "Ourang Outang" för första gången i västerländska språk.

## Biografi
Bontius föddes i Leiden, som yngsta barnet av åtta till läkaren Gerard de Bondt/Gerardus Bontius (1536–1599), professor vid Universitetet i Leiden. Bland bröderna blev Reinier de Bondt/Regnerus Bontius (1576–1623), hovläkare hos Moritz av Oranien, och Willem de Bondt/Wilhelmus Bontius, blev juridikprofessor vid Universitetet i Leiden.
Jacobus doktorerade från Leiden år 1614. Han seglade till Ostindien tillsammans med Jan Pieterszoon Coen, för Nederländska Ostindiska Kompaniets räkning.

## De medicina Indorum(1642)
Bontius medicinska observationer publicerades först efter hans död. Bland annat omfattar de första medicinska beskrivningen av beriberi. Han rapporterade om dysenteriepidemin på Java 1628. Den andra utökade upplagan från 1658, sammanställd av Willem Piso, omfattade även medicinska rapporter av Piso från Amerika.

## Galleri

Illustrationer ur: Historiae naturalis et medicae Indiae orientalis, 1631
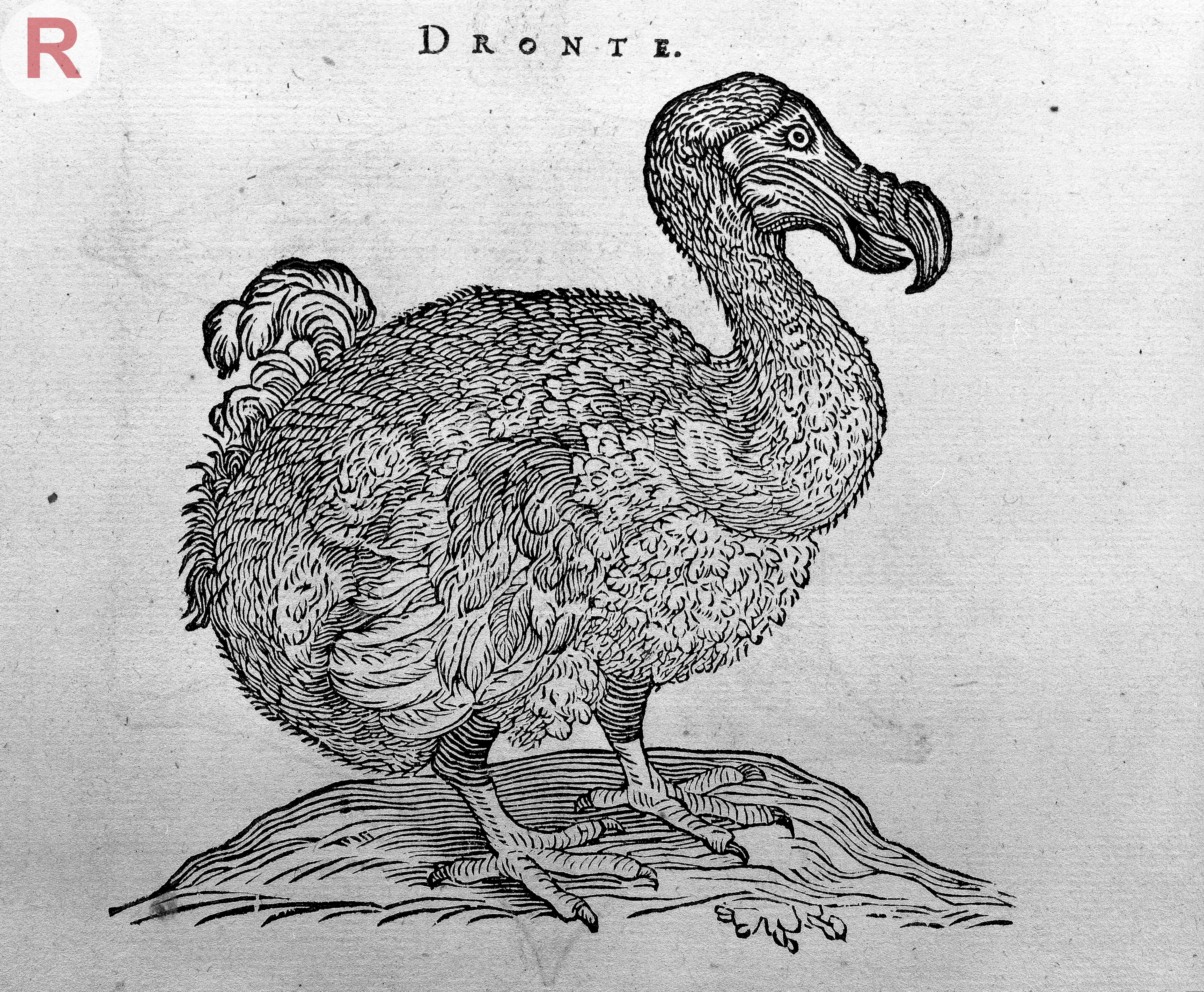
Dront
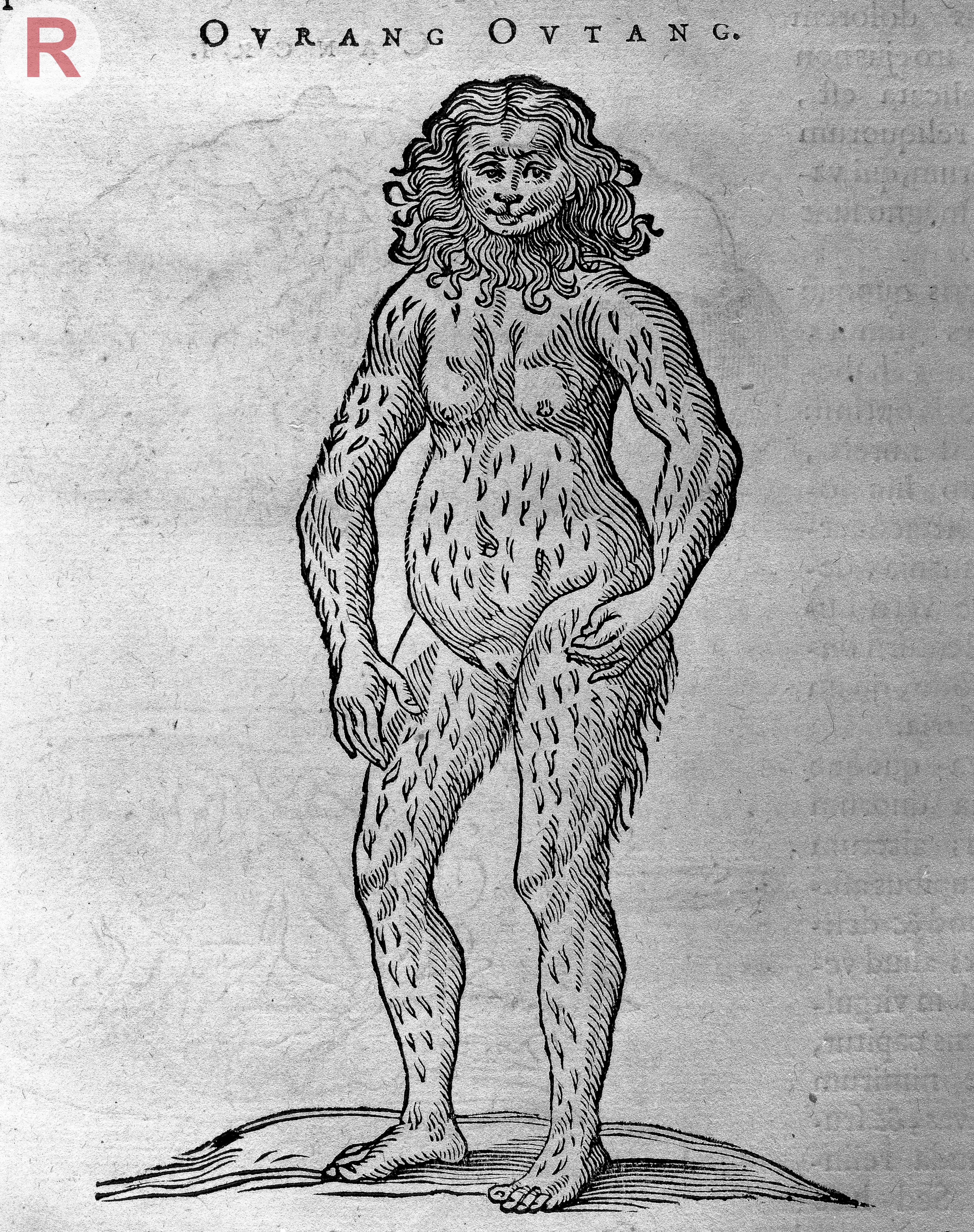
Ourang Outang (orangutang)
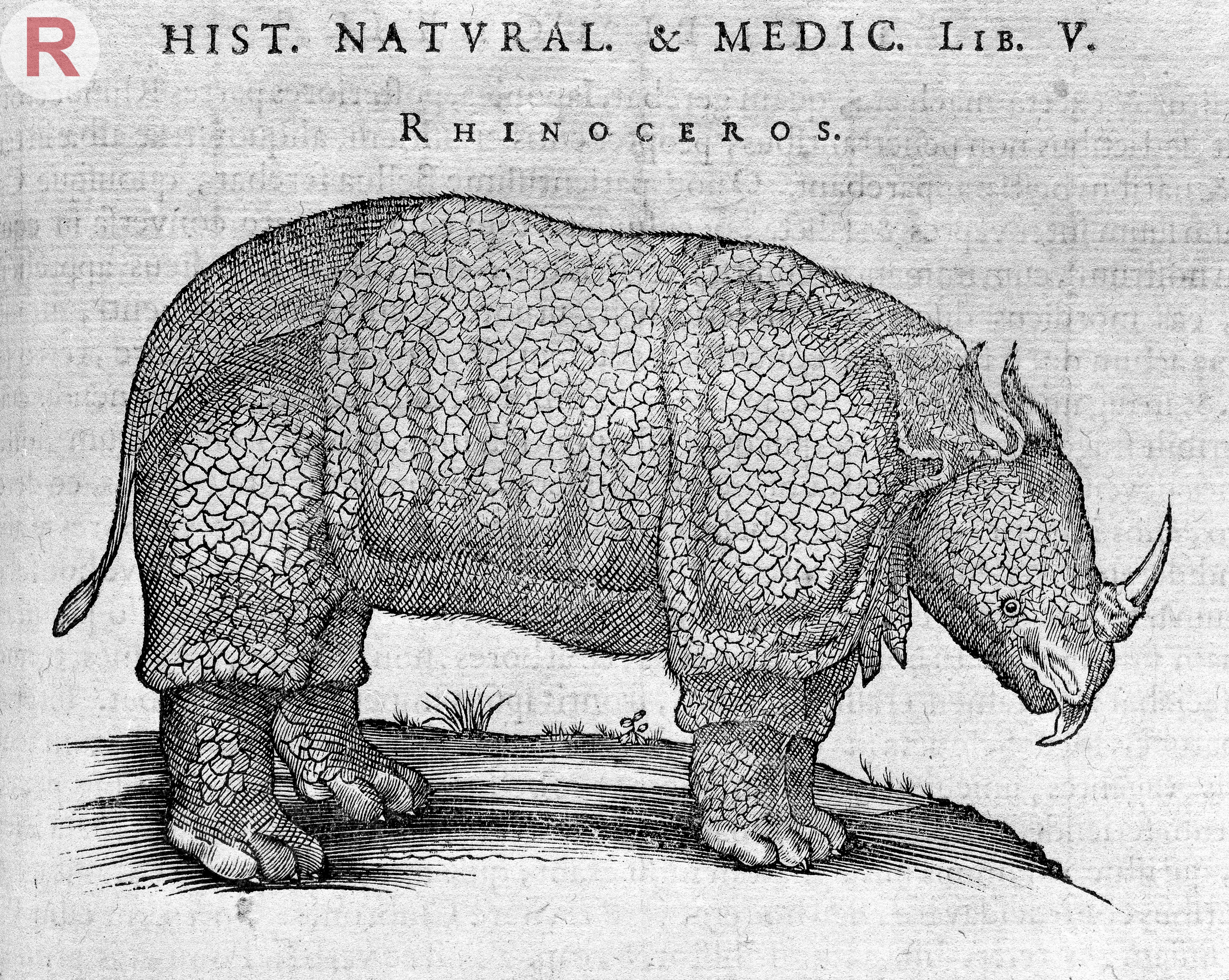
Noshörning